# 熊谷家伝記
『熊谷家伝記』（くまがいかでんき・くまがいけでんき）は、天竜川上流の信濃（長野）・三河（愛知）・遠江（静岡）の三国（三県）境地域の、中世（南北朝時代）の山村落形成から近世中期（江戸時代）に至る、山村落のほぼ編年的な記録。
現在の長野県下伊那郡天龍村の坂部を開郷したとされる熊谷貞直の子孫の十二代目、熊谷直遐（なおはる、なおよし）が、代々熊谷家当主が記録してきた記録を明和8年（1772年）に編纂した。中世山村史研究の重要史料とされるだけでなく、柳田國男が高く評価する（柳田國男「東国古道記」1949）など、日本の民俗学において著名な史料である。

## 書誌
原本に、佐藤家蔵本と宮下家蔵本がある。佐藤家蔵本は、熊谷家の15代徳五郎が、幕末に村民との争いが原因で公事に破れ、熊谷家の没落原因を作り、家出し、三河国河内村（現愛知県北設楽郡豊根村）の遠縁の佐藤家に寄寓し、さらに佐藤家から去る際に、佐藤家に譲り渡したもの、宮下家蔵本は、やはり徳五郎が、代々熊谷家と密接な関係を有していた信濃国和合村（現長野県下伊那郡天龍村）の宮下家に渡したものとされている（市村咸人『熊谷家伝記』第4冊3頁）。原本の表題は『家伝記』が一般的。佐藤家蔵本は、山崎一司等により愛知県旧富山村で復刻された。宮下本は信州大学教育学部附属中学校教諭らにより、抜粋・翻訳され、「信濃古典読み物叢書」の一冊となっている。市村咸人は、両原本を校訂して復刻している。なお熊谷家自体は復興し、現在も天龍村に末裔が存在する。

## 概要

### 一の巻
初代貞直記。
熊谷直重の娘常盤と新田義貞との子である熊谷貞直は、伯父熊谷直方の養子となり、南朝＝新田方に属したが、新田義貞が手越河原の戦いで敗戦した後、足利尊氏の追及を逃れて、三河奥地の多田氏を頼る。多田氏とその女婿の田辺氏らの援助を得ながら、信濃国境の左閑辺（後の坂部）を開拓し、その分内の源公平に文和年間に永住する。左閑辺（さかんべ）の地名の由来は、平安時代末期に源義仲（木曽義仲）が同地通過の際、「左善・阿閑」夫婦の辺りに宿泊したことにより、義仲が命名したという。
ちなみに熊谷氏の家紋は一般に「寓生（ほや）に鳩」「鳩に寓生」であるが、貞直記では「蔦（つた）に鳩」と伝える。

### 二の巻
二代直常記、三代直吉記、四代直勝記。
直常は、貞直が住んだ源公平が狭く、不自由で、要害にも適さないので三河国境の佐太（さぶと・三分渡）を開郷。直常の許しを得て、村松正氏が見当・向方（天龍村神原）・新野（阿南町且開）を、後藤六郎左衛門が福島（天龍村神原）を開郷。
直吉は、左閑辺に移ったが、分内の風越山に金田法正が徒党を組んで侵入したので、合戦。その後和議を結び、法正にも分内を分与。村松氏らが太守と仰ぐ関氏初代、関盛春への服属勧誘を受けたが、拒絶し、戦って家来にせよ、と挑発し、郷内防衛に尽くしたところ、盛春は左閑辺に侵入しなかった。自領の自衛のみを考える「一騎立」としての立場を鮮明にしたといえる。
直勝は、熊谷山長楽寺を創建した。また関氏と敵対し続ける。関氏は下條氏と領地争いをし、戦国領主化していくが、熊谷氏は中立を守る。

### 三の巻
五代直光記。
「一騎立」であった熊谷氏が関氏4代目の関盛常に服属する。「左閑辺（さかんべ）」を「左関辺」と誤記して、直光が関盛常に血判状を出した際、関盛常が提案して「坂部」と改まる。
直光が属する関氏が和知野川の戦いで下條氏を破る。
関氏5代目国盛が、傲慢となり、領内郷主が離反して謀反を起こし、関氏は滅亡。関氏領は下條氏に服属した。しかし基本的にまだ自衛的武力行使の段階。弘治元年（1555年）武田信玄に下條信氏が服したのに伴い、下條氏を通じて武田氏に臣従する。

### 四の巻
六代直定記。
下條氏の配下にあった熊谷氏が、武田側の軍役要求に対し、遠国遠征の意義を見出せず、物納により、軍役免除。これにより、農家専業となる。兵農分離の一例。武田氏、豊臣氏による検地についての記述がある。
直定は、天正3年（1575年）の長篠の戦いに際し、武田勝頼配下の下條氏の陣にいた従兄弟の蓮心（平谷玄蕃）を三河国粟世（現愛知県北設楽郡豊根村) に病気見舞いに行き、武田方の敗戦を目撃する。また武田勝頼の敗走の道案内をし、勝頼が通った坂が直定の通称にちなんで「治部坂」と名付けられる。
直定によれば先代の直光は叔父で、実父の直寿は甲州田野の桂徳寺隠居であるという。

### 五の巻
七代直隆記。
知久氏の知久頼氏が豊臣秀吉の疑を受けて一家離散したが、頼氏の娘、千代鶴と千代が熊谷家に寄寓する。武家の浮沈を厭った千代鶴とその主従が、直隆の尽力で、夏焼を開郷し、農家となった。これが、この地域での最後の開郷となる。
千代は、熊谷直隆に嫁ぐ。武田氏滅亡後、徳川氏の配下となった下條氏長が些細な理由で、所領召し上げられる。徳川氏による惣検地についての記述がある。
また幕藩体制成立期に直隆は、名主職を得るが、家来・被官百姓が本百姓として独立する過程が記されている。慶長年間の大坂の陣では飯田城に出向いて軍役を負担する。

### 六の巻
八代直祐記、九代直春記、十代直古記、十一代直昭記。
村役人を熊谷家以外のものが占めるようになり、それに従い熊谷家を軽んずる傾向が徐々に強まり、また熊谷家自体も没落していく。
火事が起こり、館を再建する借金の担保に大角家に、熊谷家の家宝の代々の記録を譲る。

### 七の巻
十二代直遐記。
遐記の幼少時には家運が傾いており、寛延3年（1750年）から約4年間江戸へ放浪する。
帰郷後、大角久之丞から、熊谷家家宝の代々の記録を譲り受け、編纂し、改定する。それにより、熊谷家が幕藩体制成立期に有していた諸権利の存在を発見し、それらを復活させ、村民にも認めさせる。

### 系譜
直貞（桓武平氏熊谷氏祖）━直実━直家━直国━直重（三河熊谷氏祖）━女（常盤：新田義貞室）━貞直（信州坂部熊谷氏祖）

## 各集落の開郷伝承
参考文献は竹内利美編『「熊谷家伝記」の村々:村落社会史研究』。鉤括弧内は原文の引用。
- 河内 （愛知県北設楽郡富山村河内）
  - 延元2年（建武4年、1337年）多田河内守綱秋の開郷。「多田河内が由来を聞に、源氏の嫡家、河内国之多田備中公（満仲）の後裔多田蔵人行綱が弟之由」で、治承年中兄行綱が平家に内通したので、「兄の心底疎ましさに都を立退」「三河国加茂郡の内蘇川（今の曾川地）と云山里に塾居し、此多田河内迄、玉代年数凡百六十年におよび、去る延元二年丁丑年より此所に移りたるとの物語り地」。ここ一帯の村々のうち、もっとも早い開郷である（「関伝記」）。
- 市原（愛知県北設楽郡富山村市原）
  - 正平元年（貞和2年、1346年） 田辺国量の開郷。「紀州室郡浪人田辺の別当定偏か四男藤四郎国量とて、是も新田足利確執故一門悉く亡び、夫上生国を落去し、康永元年（1342年）之頃河内の奥山に迷ひしを、此多田氏家に誘ひ来り響として一郷（市原大谷）を開譲る之由」。貞和2年（1347年）頃、この地に田辺国量は移り住み、後に大谷を分郷するに当り、市原と郷名を称した（「田辺年代記」「関伝記」）。大谷観音堂に現存する鰐口の銘に「奉納御宝前鐘一字、大旦那国安田辺善左衛門尉、皆永正八年辛末霜月吉日」とある。国安は国量の孫である。
- 大谷（愛知県北設楽郡富山村大谷）
  - 坂部の2代目郷主・熊谷直常の2男・治部太夫直盛、田辺氏の聟となり、則田辺が分内を割けて、家人5人を治部太夫家来として田辺より治部へ与え「大谷分之頭」となって開郷した。[[応永]0年中のことと伝えるが、直盛の長兄・熊谷直吉は正長元年（1428年）に21歳で家督を継いでいるため、永享年間に下るものと見られる（「関伝記」）。
- 中ノ郷（大谷の分内）（愛知県北設楽郡富山村大谷）
  - 応永6年（1399年）、「駿河国富士谷より鈴木三郎九郎正氏と云浪士落来るを、田辺三太夫姉聟として同村中ノ郷に差置」「北鈴木か父は越後守正茂、兄は左京亮正武とて、是も富士谷にて歴々之由、右正氏が物語に曰く、去年春宗良親王の御子尹良王富士谷丸山へ入御之処に、鈴木三郎九良が父越後守正茂を始として、富士谷十二郷之諸士共供奉にて上野国へ下り玉はんと儀し玉ふ処に、鎌倉の大将上杉三郎太夫重方嶋崎大炊介等奉襲之。然共宮方強くして尹良御利運之由地。右に付三郎九郎正氏親兄に背き浪人と成之由」。大谷郷の内に属した（「関伝記」）。
- 漆島（愛知県北設楽郡富山村漆島）
  - 至徳元年（元中元年、1384年）坂部郷主熊谷直常の弟・治郎兵衛直秋を多田が婿として、河内の川上漆立の島を切開き閣之、大楯の押え」とした。河内郷の分内に属する（「関伝記」）。
- 佐太・三分渡（愛知県北設楽郡富山村佐太）
  - 享禄元年（1528年）「田辺善左衛門国安が弟田辺佐太郎始て此所を開」、「其後天文8年亥年（1539年）春、此度討死したる鎌倉兵太夫父子落来り、此所を諸共切開き住し、去年（天文9年）より両人にて五貫文づつ家 （坂部郷主熊谷家）へ納けるが、（天文10年）親の住たる跡なれば、五郎四郎（鎌倉兵太夫の子）矢張其所に永住致度との願に付、佐太郎五郎四郎共に向後は（田辺） 国憲へ諸役相勤候様に申渡す地、此佐太郎新開きへ付けて、三州分は山共に田辺へ三州分として渡候様にとの大守（関春仲）之下知の御詞を取て、三分渡と号す地」（「関伝記」）。延宝6年（1678年）「三州も三分渡迄御検地有之、三分渡を佐太村と改」めた。
- 坂部・左閑辺（長野県下伊那郡天竜村坂部）
  - 文和元年（正平7年、1352年）熊谷貞直の開郷。開発の主・熊谷貞直の母は熊谷直実の後、三河国の住人熊谷直重の娘常盤で、その母（貞直祖母）は新田基氏（義貞祖父）の娘であったため、幼時から上野国新田に育ち、やがて従弟新田義貞に親んでその間に貞直をもうけた（嘉暦元年、1326年）。ところが、新田義貞は常盤をその兄熊谷直方に託し、貞直の養育にあたらせたので、やがて貞直は伯父直方の養子となり、熊谷姓を名告ることになった。その後建武2年（1335年）手越河原の合戦に伯父直方が戦死したため、貞直はその弟熊谷直之（直永）に養われることになり、延元3年（1338年）10歳にして、伯父直永に従い藤島の戦に参加した。ところが、新田勢は武運拙く敗北し、貞直は伯父直永にも別れ、船田・大杉両人の乳人に扶けられて、辛くも戦場を脱して京都にのがれた。そして諸処を流浪するうち、足利尊氏の配下に捕われ、本意ならずも、足利方に簡身して働くこと13年に及んだ。ところが貞和5年（正平4年、1349年）、貞直を言するものがあって、ついに進退きわまり、やむなく戦場から落去し、またまた浪々の身となった。「夫より主従三人都の行辺に隠れ漂ふ所に、遠江国住人井伊丞政道に廻り逢ひ、訳有て知音となり、彼執成を以、暫く紀州吉野に留る処、政道皇子を供奉し来りて曰く、貴辺他人に見知られざるは幸ひ地、此君を某が在所遠江奥の谷へ供奉し玉へとて、是非なく被頼に依って、則本預暫く京都鞍馬山に留」、「夫より天に任せて鞍馬を発足して、道中無遠州周智郡奥の山といふ片山里に尋着」いた。奥の山は「井伊亟（政道）之在所にてはなけれ共、此所に又新田家へ由緒有桃井刑部太夫と云有徳のもの有て、是に又、前方新田義貞公へ仕へし堤宮内が別腹の弟堤孫四郎と云者、去る頃より浪々の身と成、旧縁に依て桃井氏に便り有之しが、船田小六が幼顔を能見知り、此執成を以て、桃井氏を頼みければ、刑部太夫得心して、皇子君を大切不浅労り奉り、新たに別殿（水久保之内裏是地）を経営奉置之、船田大杉等も共々この奥地に二ヶ年暮して、其内井伊政道が在所を尋求め、観応2年（1351年）卯秋、皇子君を井伊の谷に供奉し、政道に手渡し奉」った。「我貞直事、周智郡奥山に帰り暫く留りし処に、南朝の皇子を囲まひたる心之程怪む族有ば、此処に永住不可然と、桃井氏被申に依て、同卯八月十五日奥山を立退、三河国へ赴時に、桃井氏の娘貞直が胤を懐胎し、依之別を嘆き愁しむに付」、別離の歌を詠みかわし「是を互の名残として立別」「同卵八月十八日に三州加茂郡之奥山家に至る。愛に多田河内と云者有、是に使りて一宿す、其頼母敷事、奥の山の桃井氏に替る事なし」ということになった。こうして熊谷貞直は、船田・大杉の両乳人と桃井氏差添えの堤孫四郎を伴って、河内の多田氏宅に身を寄せたわけだが、何故か多田河内の招きに、その聟である大谷の田辺国量は応じなかった。「然に、同二十日夜半過に、山賊の由にて多田が館に押寄せ罵る。其詞に日く、此二三日主従四人之武士浪人を留置由、手下のもの共より知らせに依って向ひたり。所持する武具を渡し降参せよと呼はりける。多田、聟とは不知大きに驚き、家内上を下へと悶着す、時に貞直主従立出、彼是と詞諭ひ之内に、弓を以て貞直をねらひ、射付る矢を三筋迄切落」した。射手は多田河内の翌田辺国量で、「可然武辺の仁落来らば、多田氏の我等を愛せしごとく成しくして近辺に留置、相互に身の上の大小事をも云会せばやと思ふ折節」であったから、わざと多田氏の招きを断って、不意に押し掛け「武辺の程」を試したのであった。そして田辺国量は貞直の武技に驚嘆して「是より以後は何卒此近辺に留り玉ひて、入懇に成し被下候様に執成頼入」と、多田河内に懇請した。「我貞直とても世を忍身にて、高き天にかがまり、厚き地へも薄氷を踏むがごとくなれば、辞するにおよばず、とにもかくにも、各之御計らひ次第にいたすべきとて、此所に足を止め、其年を暮す」ということに落着いた。やがて「然処に田辺藤四郎国量執持を以、多田氏娘を某か妻に定めよと勧む。此に付、奥の山の桃井氏井娘が心底を推るに、貞直二ヶ年之戚敷契りを捨て、近辺に身を留めながら他人に連添ふ事、本意には違へ共、此所に足を止め末永く暮さんには、親敷所縁なくしては事の成就しがたし。依之、船本大角堤三人へ右之旨趣を密に語りければ、三人之もの共中様は、去る覚し多く候得ば少も不苦候。唯御身を全ふして御子孫影へ玉へば、伯父公之神教訓に叶ひ、御先祖へ対しても是に増たる御孝行之道なしと、詞を尽して中に依て、国量の心底に任せ、詞に応じて国量と相聟と成、尚更別懇に暮しける」というなりゆきになって、定住の意志が固まった。翌年には改元があって、文和元年（正平7年、1352年）になった。貞直は「多田氏にも健なる男子も有ば、我は別に要害を見立、一郷を開き、末代に名を残さん」と決意し、鹿狩に事寄せて「三州加茂郡より四極」の山々に別け入ると、「向山に怪敷ほのかに立見ゆる、不思議に思ふに付、谷を下り洞を越し分け登り見れば、怪敷芝の庵の内に、齢ひの六拾有余と見へて白髪の老母唯独り住居」していた。貞直が不審に思って訊ねると、「ここは参両国の境にて伊奈郡の片端左閑辺と申所」で、老婆は庵の在処を「源公平と自ら号けて、みなもとのきみたいらか」と読み、「源氏繁昌御代万歳と昼夜不怠祈り本る」というのである。この老、実は木曾義仲の家臣手塚太郎光盛の曾孫で、「当国諏訪の出生成共」若年で夫に死別し、かつての木曾一党も四散してしまっているので、木曾義仲由縁のこの山中に入って、ひたすら後生菩提を願っているのであった。老嫗の話では治承の昔、木曾義仲が平家討伐のためこの山中を見分に廻り、たまたま「駒場之士民」の隠住する家に一夜の宿を借りた。「左閑辺」の郷名は、その折「左膳阿関」というその山人夫婦の名にちなんで、義仲が名付けたものであり、「鼓力平」「将軍黄揚」「甲山」など、木曾殿巡行の古跡が今に残ってもいるということであった。そして貞直がその身の上を物語ると、「君には浪人の渡世と宣ふ故は、究て住所も有間敷ければ、此上は此所に御身を留め末代迄之住所と定め、此近辺の亭主となり、一村を開き末代迄郷主とも呼れ給子べし」「醤平生の民百姓と成ても、子孫騒くて繁昌する時は」「先祖へ対しても素行之第一也」など、老は「様々詞を尽し勧」めるので、貞直も「至極理の当然、承引せずんば不可有」と、開郷の意欲を見せた。こうして「右之趣、河内に帰り、船本大角堤等に云聞せければ、皆々承知、可然事と納得して、舅多田氏悦びて山作方に物馴れたる家来を差添、主従其数人」で、老嫗の庵に入り「多田河内より差添られたる者共を軍配之大将として、焼畑を切開き、文和2年（1353年）癸巳春より山作を始め、是より諸山を段々切開」いて行った。その後明徳元年（1390年）に、源公平の居館が炎上したので、同4年（1393年）「其地場狭、要害悪しき故」「弓場か田尾」に移り、さらに正長元年（1428年）に3度転じて現在地に居館をいとなんだ。その時、旧地の名「左閑辺」を郷主の新居に移して、郷の総名にも充て、旧来の左閑辺（左膳の末裔の居所）を「三吉」と改めたが、後に「日吉（日世）」となった。郷名「左関辺」を「坂部」と改字したのは、天文8年（1539年）の領主関氏の命によるところであった。坂部の諏訪社に現存する鰐口銘に「信州関郷左閑部若宮八王子鰐日、永享十一年（一四三九）十月二十五日、旦那衛門太夫」とあるという。衛門太夫は郷内「仙道」を開発した高谷国雪のことである。なお延文4年（1359年）9月19日造立と、明徳4年（1393年）11月修造という棟札が諏訪社に現存するという。その他室町期の無銘鰐口4個が同社にあり、また観音堂にも康応元年（1389年）銘の鰐口がある。
- 仙道（坂部の分内）
  - 永享3年（1431年）、大谷の郷主田辺国偏の従弟高谷国雪の開発。「風越山の戦ひに功有に依て、当村之内仙道を宛行、則ち当所へ引越、当家臣として差置筈、国偏へ断り、得心に依て引越ス地」、「此高谷右衛門太夫祖父は近江国より去る貞治年中に大谷へ落来り住す也、先祖は佐々木源蔵秀氏四代之孫、佐々木四郎氏信之子孫之由地」。
- 北平（坂部の分内）
  - 伊吹庄左衛門の開発。永享3年（1431年）5月、「近江国伊吹山近辺之出生にて、幼少之頃より京都に住し将軍義持公え奉仕処に、去る正長元申年正月十八日主君義持公嘉玉ふ後、浪人の身と成て、所々を徘徊し兵法の師をせしとて、伊吹庄左衛門と云もの当所に来り、暫く滞して後永住之願に付、殊に人品実熟成者故、当分の内北平（後栗飜しと云）を開かせ閣之」。
- 向方・見當（長野県下伊那郡天竜村向方）
  - 明徳2年（元中8年、1391年）、村松正氏の開郷。「明徳二年辛未九月九日勢州鈴鹿郡久我庄関郷の地士村松兵衛尉菅原正氏と云者、当分内之山に隠住之処、当家の家来大角山廻りに出、見出之一相改」めたところ、村松正氏は「我等儀は生国勢州関の者にて御座候へ共、様子有之候而浪濤の身と成、此所に落来、暫く隠住之処、当山は貴館御分内之由、山稼之衆に承り驚入申候、是迄御断不申上は前後左右之訳不奉存、殊に民家も無之候故、承合せ可申便もなく、就夫御断及三延引候段り入候、右忍之段御有恕之上、哀れ永住之御放免候はば難r有義可奉存候」と書面で懇請してきた。熊谷直常も「御紙面之表於無相変一は、早く永住之御用意可」然候」と返答して対面したところ、「至極人品も能く質実のものと見て、是より戚み追々別懇と成也」ということになった。「此村松先祖は菅原道真卿より之家筋にて、正氏は夫より甘六代之孫と云々、本国は越後国村松之由也、正氏夫婦と男子三人を同道にて当山内を開く地」という次第であった。応永元年（1394年）には「只今迄之住所より南方に当る向ふ方に場所能、要害も宜敷地御座候に付、向方と号、屋敷場見立」引移り、旧地には家来を置き、「見営」と名づけた。（「福島伝来記」「関伝記」）。なお、向方には後に金田但馬が来住し、後入郷主となった。なお、村松正氏は伊勢外宮の神官であったと伝える（「雪祭り」）が、『家伝記』には全くその事にふれるところがない。見當の若宮社に「天文七年十一月五日、願主七郎右衛門」という銘の鰐口がある。
- 新野・大村（長野県下伊那郡阿南町新野）
  - 応永2年（1395年）、村松正氏の二男兵左衛門三男・六兵衛の開発。「村松が二男兵左衛門三男六兵衛共に、去る頃正氏越年したる向方之西山之大野に新田を開き、稲を植付処、殊の外実能に付、右両者共永く住居」したく、熊谷氏の承諾を得て開郷。「新野」と郷名を唱え、同年両人とも移居した。「夫より段々出精して近辺之大村と成に付、兵左衛門分を新野、六兵衛分を大村と改」めた（「関伝記」）。新野の伊豆社には応永19年（1412年）の再建棟札があり、またその別当寺の二善寺にも天文2年（1533年）再建の棟札が現存する。同社の神官伊東氏の土着伝承によると、正安の頃、曾我兄弟の庶弟工藤兄弟が土着して伊豆大権現を分請した。以後伊東氏に改め代々神主を勤めてきたという。ただし『熊谷家伝記』には「伊豆権現神主伊藤和泉、生国伊豆之国之者、奈良春日の神職を勤め、応永年中より新野に来り村松を頼み居住」とある。新野は「千石平」と通称される高原の平地で、後年関氏の本拠として、中世末期この地方における政治中心となったところである。
- 大河内（長野県下伊那郡天竜村大河内）
  - 向方の郷内に属するが、天文十年の条に「向方、大河内戸口帯川共七十貫」と見えるだけで、創始事情は不詳。現在の伝承では村松姓一族の来住が旧く、「大家」という家を本源としている。向方の村松氏の分流であるという。ほかに遠山姓の一団があり、遠山氏没落後（元和年間）、その一流が落去して住んだと伝える。
- 福島（長野県下伊那郡天竜村福島）
  - 応永2年（1395年）、後藤六郎左衛門の開郷。「応永二乙亥年六月、後藤六郎左衛門と云者向方の村松が元へ来り、正氏家来に後藤か一僕を差添へ、正氏添書を以、後藤か直書至来す。是も生国は勢川之由、但し山田より八里西の方に当る福島と云在郷之由」、「村松より至来之通、永住の地を相願、則許容之」と返答す、依之当天竜川端に宜敷一嶋を見立開」之、古郷之在名を以、則福島と号」した（「福島伝来記」）。「西宮左大臣の家の子の由也」という。これより先明徳2年（1391年）、金田直昭なるものが近辺の山中にある大久那を開いて隠住したが、その子直員はその地を捨てて流浪の末、三河国加茂郡振草に移り、法正軒と号した。永享2年（1430年）金田法正は無頼の徒30名余を誘い、坂部分内に侵入し、風越山に拠って、近辺を押領しようとした。坂部の郷主熊谷直常は大谷河内の郷主達の加勢を得て、これと一戦をまじえることになる。そして、和議の末、信州領内を「左閑辺分内」「向方分内」と、南北に両分して境界を明らかにし、北の向方分内は「向方之村松金田、福島の後藤金田」この四家で、「永可ニ相保」」ことにさだめた。金田法正と後藤六郎左衛門は、両人ともに郷主として、福島を分領することになり、金田法正は当初大久那に居住したが、後に後藤氏の居所の近辺に移った。金田氏は平重盛の3男・平資盛の末流・関盛忠の後で、五代目の金田盛仲が信州安曇郡に居住し、熊谷直兼（熊谷直実の末流）の子直頼を養子にした。金田氏はその後伊那に移り、金田直昭まで4代を数えた。明徳2年（1391年）金田直昭は山名氏清の家臣小林修理亮に内縁があったので、京都内野合戦の際、山名勢に加った。そして敗北の末落去したが、旧里に住むこともかなわず、この山中大久那に隠任した。金田法正軒直員はその子で、前述のような経過の末、福島の「後入郷主」となった（「福島伝来記」）。なお福島の枝郷の倉の平は、金田氏の分家である金田源三郎の開発である。現在福島家（金田氏）所蔵にかかわる「寛延三年、古棟札写」には、「信州伊那郡伊賀良庄関郷福島住、奉造立本尊阿弥陀堂一字、文明十四年（一四八二）三月十五日」とあり、重要文化財の仏像を安置している。
- 福島分内猪毛（長野県下伊那郡阿南町南条城山）
  - 至徳元年（元中元年、1384年） 坂部郷主熊谷直常の末弟治郎右衛門を「直常分内の北境も里方へ近き所成れば無心元」「和知川端を切開小屋掛して」「和知野之押として令守此所二」と伝える。永享2年（1430年）福島分立の折福島分となり、「治郎右衛門住所近辺は則治郎右衛門分と割合で福島分内とし万事福島二頭（後藤・金田）か可請下知定」とし、別に訳切手を渡した（二ノ六九）。天文七年関氏がここに権現城を築くことになり、替地として和知野に移った（このため猪毛は和知野分となった）。関氏落後は還住した（「福島伝来記」）。
- 長沼（長野県下伊那郡天竜村長沼）
  - 嘉吉2年（1442年）村沢治郎八が開発して住む。彼は最初天竜川東に落去し、後「今福島分と成山之内親方嶋に隠住し」、さらに長沼に移った。先祖は小山政光の二男・常陸国村沢の領主長沼五郎宗政で、先祖の苗字を村号とし、常陸の古在名により村沢と名告った。その後関氏に属し、福島から分領した。なお、熊谷治部右衛門直光に村沢藤次郎秀治が語ったところによると、藤次郎は本名を細川次郎左衛門といい、細川高国の家臣であった。藤原秀郷の7代之孫・権七郎俊賢という人物が近江国蒲生郡領主となり家名を蒲生氏と改めた。俊賢から14代之孫・蒲生下野守藤原之定秀の次男である藤次郎は細川氏の一門家老である細川光郎左衛門国政の養子となった。享禄4年（1531年）6月には、高国が摂津国尼崎において三好元長と戦って敗れた際（大物崩れ）に逃亡し、翌天文元年の春に長沼に至って村沢治郎八の家に宿泊したことで当地に住むようになり、養子となった。
- 松島（前同村松島）
  - 文安2年（1448年）に村沢氏が切開き、関氏の力で、福島分より長沼と共に分領することになった。現在の家の配置から推測すると、4戸を本源とする創始とみられる。しかし開発時のことは不詳である。
- 角谷（静岡県磐田郡水窪町門谷）
  - 熊谷貞直が遠州奥ノ山桃井氏に寄寓中、その娘との間に一男直重を設けた。桃井直重はその後山中を開発し、角谷と号して住居した。
- 初沢（塩沢）（前同町塩沢）
  - 天文6年（1537年）大谷中ノ郷鈴木氏の男九郎治の開発。遠州分に入り、最初の沢故、初沢と称したが、後塩沢と訛った。
- 夏焼（前同町夏焼）
  - 文禄3年（1594年）知久神ノ峯の城主・知久頼氏が没落し、その二男千代鶴（6歳）とその妹千代（3歳）を小林正秋が護り、南条の熊谷氏に頼った。その後坂部の熊谷直隆はこれを迎え、「再び武家に還る所存無之間如何様之片山端に成共閉き被下貴辺之百姓と成申度願故」、「一郷之主共なし度思へ共我分内狭く不能其儀」、よって直隆は角谷の郷主熊谷氏 （桃井直重の末、後に坂部熊谷氏より養子して改姓）に頼み「山先之内今以何れ之分共不二相定一所」を「家来以開之」いた。また角谷からも「家来を数日見廻に出し仮屋を造り小林七右衛門正秋千代鶴どのを伴ひ是へ移る、時は文禄四年末四月切山を焼初て栗を蒔初る、依之郷名を夏焼村と号地」とある。慶長6年（1601年）知久氏復活の際も、千代鶴は武士たるを欲せず蟄居した。その妹千代は坂部熊谷直祐の妻となった（知久頼氏の浜松における自害、嗣子則直の神の峰城落去は天正12年（1584年）または13年（1585年）といわれ、『家伝記』の所伝にはかなりの年代のズレがある）。
- 大楯（愛知県北設楽郡豊根村大立）
  - 至徳年間に「村松源太左衛門と云ふ浪士落来て一村を開、大楯（後大立と文字改る）と号住之」「但馬国赤松氏の旧臣、建武来の戦を忌み」「修羅界之世を返れんが為、相伝之主を捨て如斯山居之身と成」るという。
- 兎鹿嶋・大井平・中久名・小造（前同村黒川）
  - 「三州宇利之城主熊谷備中守直鎮之末流、家没落して、三州黒川兎鹿嶋之近所松の木之根に行暮れて野陣す、其所にて兎鹿嶋を見立開之居す」、後「嫡子は更鹿嶋に住す、二男は大井平を開き住之、三男並末子二人を引き連、同黒川之内今の中久名へ隠居」したという。「中久名熊谷将監之四男小造へ移、荒川と名乗由、又咄しに尊氏公へ属したる荒川三河守詮頼より十代之孫荒川新八郎と云もの小造之初住にて、其聟に四男幸四郎参り、是を荒川八郎右衛門と号云々」ともある。
- 和合（長野県下伊那郡阿南町和合）
  - 和合川の谷沿いの村で、本村・田代・木曾畑などの小集落が点在している。旧遠州街道の西部にあたり、『熊谷家伝記』の村々の展開と直接の交渉は少なかったが、草創期の伝承は全く『家伝記』の社会と相似している。中世末期には、隣接地にもいくつか同型の「小宇宙」が形成されていたのである。和合の開発本源は宮下家であって、近世には坂部熊谷家と親縁を重ね、『熊谷家伝記』の初稿原本（宮下本）を今も伝存している。
- 本村
  - 正慶2年（元弘3年、1333年）に、宮下金吾が開創した。宮下氏は菅原道真の後商と伝え、遠祖は[[遠江国]宮口村に居住して数代を経たが、鎌倉武士の乱入に遭い、やむなく和合山中に落去してきた。当時すでに山内の所々には諸国からの落人が隠住してはいたが、さだまった頭分とてもなかったので、宮下金吾が郷主に立ち、山内のもの一同心をあわせて、末世までの永住を約し、和談のうえ郷名を「和合」としたという。宮下家はその後、下条氏に所従して戦国期に及んでいる。
- 大槻
  - 明徳2年（元中8年、1391年）、山名陸奥守氏清の家臣金田七郎兵衛直秋なるものが、同苗七郎左衛門直明とともに和合山中に落去してきて、郷主宮下金吾を頼り、この地を開発して定住した。
- 西ノ平
  - 同じく明徳2年（1391年）金田七郎左衛門直明の開発するところで、当初は「大久那」と称した。
- 田代
  - 大永2年（1522年）、金田丹後という落人が福島分内に侵入して「無断に野山を伐開住居を構」えたが、熊谷・田辺氏等の助力を得て、郷主後藤金田両氏はこれを追払った。金田丹後はやむなく和合山中に逃亡して、郷主宮下金吾に頼り、その容認を得て田代に要害を構えて定住した。金田丹後は関盛経（春仲）の庶弟ということで、その後関盛経のもとに属して、和知野に転住した（「家伝記」）。
- 木曾畑
  - 永禄11年（1568年）、近江国観音寺城主佐々木六角入道栄鎮の一族である佐々木源左衛門が落ちてきて、この地を開き定住した。
- 心川・中川・山度・押の田尾・尾會礼・西沢
  - 元亀元年（1570年）、七代目宮下金吾が焼畑を「鷹の巣」に開き試作したのに続いてて、順次これらの地に焼畑を切り開き、諸国から落去の浪人8人をかかえて焼畑番人とし住まわせたが、天正年間までには、大半が落去したという。ただし、近世には中川・山度・尾會礼に「大家」があり、小百姓若干をそれぞれ従えていた。なお、上和合・寺村にも「大家」があったから、同じような開発事情によるものであると考えられる。